# 警察予備隊
警察予備隊（けいさつよびたい、英語表記：Japan Police Reserve Corps(JPR)または、National Police Reserve（NPR））は、日本において1950年（昭和25年）8月10日にGHQのポツダム政令の一つである「警察予備隊令」（昭和25年政令第260号）により設置された準軍事組織。1952年（昭和27年）10月15日に保安隊（現在の陸上自衛隊）に改組された。

## 概要
日本の平和と秩序を維持し公共の福祉を保障するため、国家地方警察および自治体警察の警察力を補うものとして設けられた。その活動は警察の任務の範囲に限られるべきものであると定められていたが、実質的には対反乱作戦を遂行するための準軍事組織ないし軍隊であり、軽戦車や榴弾砲なども備えた重武装であった。組織としては総理府の機関であるが外局扱いとされ、警察とは独立して内閣総理大臣の指揮を受けた。
同時期に存在した警視庁予備隊は後に警視庁機動隊となる警察の一部隊であり、警察予備隊とは無関係である。

## 沿革

### 創設までの経緯

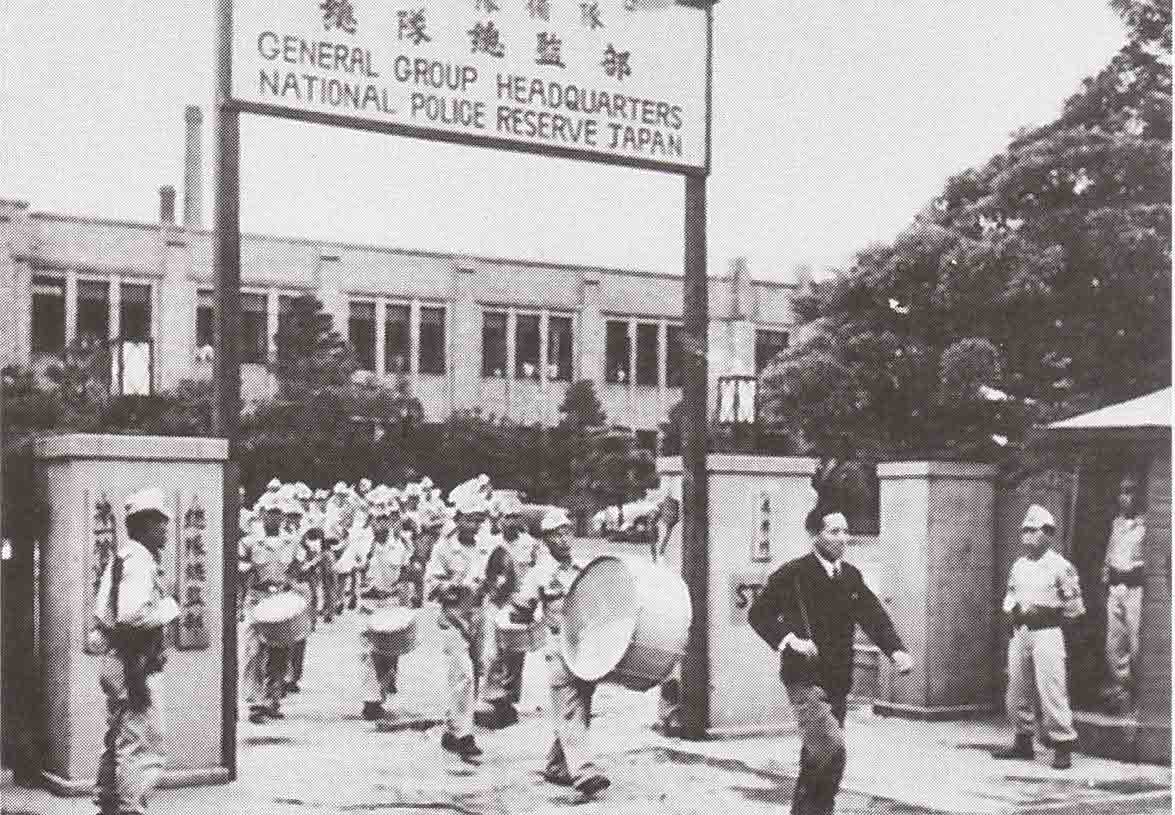
警察予備隊総隊総監部

1950年（昭和25年）6月25日に勃発した朝鮮戦争において、アメリカ軍は日本駐留部隊を朝鮮半島に出動させることとなった。その時点で日本駐留陸軍部隊は第8軍の4個師団（第1騎兵・第7歩兵・第24歩兵・第25歩兵）であり、九州駐留の第24歩兵師団は直ちに移動を開始している。その後、7月上旬には第8軍全部隊が朝鮮半島に移動し、日本における防衛兵力・治安維持兵力が存在しなくなった。
7月8日、マッカーサー元帥は吉田茂首相に対し、「日本警察力の増強に関する書簡」を提示した。この書簡においては、「事変・暴動等に備える治安警察隊」として、75,000名の「National Police Reserve」の創設が要望されていた。公表された書簡では左記の表記が採用されていたが、GHQ部内資料である「日本の安全保障諸機関の増強」(Increase in Japanese Security Agencies) においては「Constabulary」（警察軍）と称されており、アメリカが第2次大戦前にフィリピンで創設していたフィリピン警察軍 (PC)、アメリカ軍政庁統治下の南朝鮮で創設していた南朝鮮国防警備隊（現在の大韓民国陸軍）のような対反乱作戦部隊を想定していたものと考えられている。
日本の再軍備に関しては、時の陸軍長官ケネス・ロイヤルから国防長官ジェームズ・フォレスタルに提出された答申「日本の限定的再軍備」で1948年（昭和23年）5月に構想が示されたが、日本の非武装中立にこだわり、再軍備や警察の中央集権化に強硬に反対するマッカーサーの存在もあり、計画が実行に移されることはなかった。
マッカーサーが日本の再軍備に反対する理由は以下の点だった。
- 日本に対して敵意や警戒心を持つ中華民国やフィリピンなどの極東諸国との関係改善に支障をきたす
- 日本の再軍備はポツダム宣言をはじめとする日本の占領政策の基本方針に反する
- 植民地を失い、工業が弱体化した日本を再軍備させても、せいぜい五流の軍事大国にしかならない
- 再軍備に伴う費用が日本の経済復興に対してマイナスの影響を及ぼす
- 憲法9条によって戦争を放棄した日本人が再軍備を支持することはない

1950年（昭和25年）8月10日、警察予備隊令（昭和25年政令第260号）が公布された。同第9条に内閣総理大臣はその権限に属する事務を、他の国務大臣に行わせることができる旨の規定があり、実際に1951年（昭和26年）1月23日から1952年（昭和27年）7月31日まで国務大臣大橋武夫がその任に当たった。
長は警察予備隊本部長官（認証官であり、国務大臣ではなく官僚扱いとなる）であり、創設の1950年（昭和25年）8月14日から廃止される1952年（昭和27年）7月31日まで增原惠吉（後年、防衛庁長官）が務めた。
1950年（昭和25年）8月14日、認証官任命式において、増原は昭和天皇から「警察予備隊の使命は重大であるからどうか自重して、その運用を誤らない様にするとともに、速やかに整備して一日も早く全機能の発揮できる様になることを希望する」との言葉を賜った。長官を補佐する警察予備隊本部次長（現在の防衛事務次官）には、同じく8月14日付けで江口見登留が任命された。

### 隊員募集

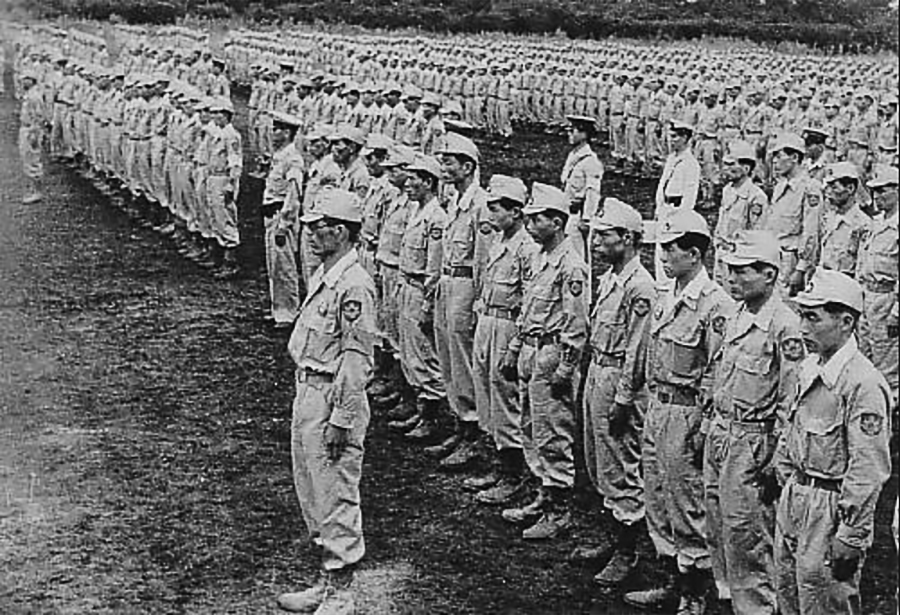
任官後初の朝礼に臨む警察予備隊の警察官

警察予備隊令附則第2項において、当分の間は隊務の一部を国家地方警察（国警）が職掌することとされ、警察予備隊草創期の隊員（警察予備隊の警察官）募集や部隊編成、駐屯地設営など、部隊の立ち上げ業務のほとんどを国警が代行した。
最初期の人員教育もまた、国警によって行われた。人員募集は8月13日から開始され、10月12日までに74,158人が管区警察学校に入校した。しかし、採用された隊員の全てが一律に2等警査（現在の2等陸士）に任命され、この時点で幹部隊員は事実上存在しない。
1950年（昭和25年）8月23日の警察予備隊第1期の入隊と同時に、幹部育成のほか火器・通信・施設・車両などの教育を担当する学校である江田島学校が設置され（現在の海上自衛隊第1術科学校・幹部候補生学校）、幹部要員として第1期入隊者から選抜された約200人が大阪に集合し、米憲兵に守られながら広島港から上陸用舟艇に乗り込み占領中の江田島に着いた。教育訓練は旧兵学校施設を使い、兵学校の日課に準じて行われ、日本語を話す日系人を含む米軍教官から武器や通信機器などの使い方を学んだ。 訓練期間は4週間でその間ほとんど外出は許可されず、1950年（昭和25年）9月28日に第1期幹部訓練は修了し幹部隊員が誕生した（米軍指導下、日本再軍備に大きな役割を果たした江田島学校は1951年（昭和26年）4月に閉校した）。
仮幹部の任命と教育訓練が行われたものの任命条件などが不明瞭であったこと、第1期幹部訓練修了者200人では74,000人の隊員に対して絶対的に幹部指揮官が不足であることもあり、幹部の充足が急務とされた（幹部要員には警視庁などからの出向者も多く、その多くは、いずれも原職復帰のため、離隊することになり、幹部が減少することは明らかであった）。
警察予備隊の参謀長に就任する予定であった服部卓四郎（元陸軍大佐）は、チャールズ・ウィロビーG2部長の依頼を受けて、旧軍将校を中心に400人の名簿を作成したが、マッカーサーの政治判断によって、公職追放された人物は採用されないことになり、この案は却下された（同時に服部の参謀長就任も却下された）。代わって增原長官を準備委員長として、一般公募800人、各官公署からの推薦募集200人の1,000人の幹部が選任されるされ、10月9日、制服組トップである中央本部長（現在の陸上幕僚長）として、内務官僚出身の林敬三警察監（現在の陸将）が任ぜられた。同年12月29日、中央本部長は総隊総監と改称された。総隊総監は後に第一幕僚長（保安庁時代）、陸上幕僚長（防衛庁時代）に改称された。

### 追放解除と重武装化
警察予備隊は、朝鮮半島に出動した在日米軍の任務を引き継ぐものとして創設されており、朝鮮戦争開戦時において在日米軍が行なっていた任務がほとんど治安維持のみであったことから、上述のとおり、当初は軽装備の治安部隊に近いものとして構想されていた。しかし、朝鮮戦争の戦況悪化と11月25日の中国人民志願軍参戦を受けて、マッカーサーは自由主義陣営が極東において共産主義陣営とまさに対峙しつつあるという危機感を強め、警察予備隊を重武装化する方針を示した。
ソウル再陥落の前日となる1951年（昭和26年）1月3日、マッカーサーは、「朝鮮戦争における要求に匹敵する優先度」を持つものとして、警察予備隊に必要とされる兵器リストをアメリカ合衆国陸軍省に提示した。これはM26パーシング307両を含む760両に及ぶ装軌車両など、ほぼ米軍の4個歩兵師団に相当するものであった。2月9日、アメリカ統合参謀本部はこの要請を基本的に承認したものの、国務省の反対やマッカーサーの更迭などによって、重装備化は遅延を余儀なくされた。しかし、警察予備隊の第5期訓練より、これら重装備については在日米軍の保有機材を使って訓練が開始されており、保安隊に改編される直前には、既に軽戦車や榴弾砲など、一部重装備の供与が開始されていた。
警察予備隊の創設および再武装化はポツダム宣言や日本国憲法第9条に抵触するものであるとして、ただちに極東委員会でソビエト連邦の反発を招いた。また、日本国内でも左派・共産主義者が連携し、国会でも重要な議題となり、最高裁判所に違憲訴訟が起こされた。吉田は自前での装備品調達は諦め、当面は国連軍から貸与（レンタル）されるという形でこの批判をかわした（装備品が自弁主義となったのは1954年（昭和29年）の日米相互防衛援助協定以降）。
また、指揮系統をより強固なものとするため、旧軍軍人の追放解除も検討されるようになった。まず6月1日、旧軍の影響が少ないものと期待された陸軍士官学校58期生より、245名が第1期幹部候補生として入校したが、58期生は少尉任官が終戦直前であったために実務経験が乏しく、期待されたほどの効果はなかった。このことから、逐次に佐官級まで募集が拡大され、10月1日には405人の元佐官が、12月5日には407人の元尉官が採用された。
マッカーサー更迭後にGHQ総司令官に任ぜられたマシュー・リッジウェイは、朝鮮戦争の国境会戦において、政治任用された韓国軍の一部高級将校が重大なリーダーシップの欠如を示して壊乱の端緒を作った一方、旧日本軍・満州国軍での軍役経験のある韓国軍指揮官の少なからぬ部分が健闘を示したことを考慮し、大佐級の旧軍軍人の追放解除を検討するようになった。しかし、日本政府が服部卓四郎ほかについての不安を表明したこともあり、大佐級の高級幹部の追放解除は、保安隊への拡張改編を目前に控えた1952年（昭和27年）7月まで延長された。旧陸軍10人、旧海軍1人が7月に採用決定され、保安隊発足後の8月20日に入隊している。
なお、服部が警察予備隊参謀長就任に失敗して以後、服部グループは不穏な動向を示しており、吉田茂首相の暗殺まで計画していたとされるが、CIAの情報評価は「F6」であり、「信頼性を判断できない情報源がもたらした信憑性を判断できない情報」であると判断されている。また、警察予備隊への旧軍大佐級の入隊に際して、服部は関係が疎遠になっていた辰巳栄一元中将と協力して人選を行っている。辰巳は服部が従来の経緯を忘れて警察予備隊に協力し、旧軍の大佐級の入隊を実現させたこと、その後も警察予備隊の育成には常に誠意を見せたことを例に挙げ、服部を「立派な男だと思う」と回想している。

### 訓練の進展と装備の充実

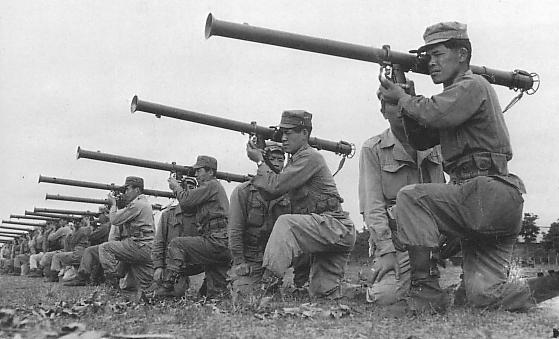
バズーカの訓練

警察予備隊の訓練は、基本的にアメリカ軍事顧問の監督下で進められた。訓練は、段階的により部隊規模を拡大し、これに応じて重装備化も進められた。
第1期訓練（1950年8月23日 - 1951年1月14日：13週間）
各個の訓練が主とされており、装備としてM1カービンおよびジープなど非装甲車両480両が供与された。この装備動向からも看取できるように、基本的には治安部隊の育成を主目的としたものであった。
第2期訓練（1951年1月15日 - 1951年5月19日：18週間）
中隊単位での訓練が主とされた。装備としてブローニングM1919重機関銃およびM2 60mm 迫撃砲、M20 75mm無反動砲を供与されたほか、4月からは防空火力として、M15A1対空自走砲16両、M16対空自走砲48両の供与も開始された。
第3期訓練（1951年6月4日 - 1951年10月6日：18週間）
大隊単位での訓練が主とされた。装備として、7月には車両2,130両、9月からはM1911拳銃およびM1ガーランド小銃、ブローニングM1918自動小銃、M1 81mm 迫撃砲（450門）が供与された。
第4期訓練（1951年10月8日 - 1952年1月19日：13週間）
職種別訓練が主とされ、在日米軍の施設内で特技教育が行なわれた。
第5期訓練（1952年2月4日 - 1952年6月13日：19週間）
大隊単位での訓練とともに、特技教育も引き続き行なわれた。89mmスーパー・バズーカ443門が供与されたほか、実装備の供与に先駆けて、戦車や火砲の訓練が開始された。
第6期訓練（1952年6月23日 - 1952年9月30日：13週間）
連隊単位での訓練が主とされ、8月からはM24軽戦車40両とM2 105mm榴弾砲154門、車両15,000両が供与された。
また、保安隊への改編を目前に控えた10月からは、さらにM1 155mm榴弾砲の供与が開始された。

### 編成（1950年12月以降）
中央に警察予備隊本部（約100人）が置かれ、これが内閣総理大臣の幕僚機関となった。実力部隊としては警察予備隊総隊（約7万5千名）が置かれた。総隊の司令部機能は総隊総監部が担った。総隊総監部及び4個管区隊を基幹とする編成は、1950年（昭和25年）12月29日に公布された警察予備隊の部隊の編成及び組織に関する規程により、決定された。それまでは仮部隊の編制であった。各管区隊は定員約1万3千人でほぼ師団に相当する。これらの管区隊の編成完結は1951年（昭和26年）5月1日のことである。
管区隊の編成は、管区総監部および直轄部隊のほか、3個普通科連隊（3個大隊基幹）、1個ないし2個の特科連隊（4個大隊基幹）であった。また、出身地に近い場所に配属される郷土部隊主義が建前であったが、その実施は困難であった。
- 本部（東京都・越中島駐屯地）
  - 長官官房
  - 警務局
  - 人事局
  - 装備局
  - 経理局
  - 工務局
  - 医務局
- その他、本部に附置された組織
  - 警察予備隊建設部、警察予備隊地方建設部

- 総隊総監部
  - 総隊総監部直轄部隊
  - 管理補給隊
  - 第1管区隊（東京都・越中島駐屯地）警備区域：南東北・関東・甲信越・東海地方担当。
    - 第1連隊（本部：神奈川県久里浜、第3大隊は愛知県豊川）
    - 第2連隊（本部：長野県松本）
    - 第3連隊（本部：新潟県高田、第3大隊は金沢）
    - 第61連隊（本部：愛知県豊川）

  - 第2管区隊（北海道・真駒内駐屯地）警備区域：北海道・北東北地方担当。
    - 第4連隊（本部：北海道帯広、第3大隊は遠軽）
    - 第5連隊（本部：石川県金沢、第3大隊は函館）
    - 第6連隊（本部：栃木県宇都宮、第3大隊は船岡）
    - 第62連隊（本部：北海道美幌、第1大隊は帯広、第5大隊は恵庭）

  - 第3管区隊（京都府・宇治駐屯地。後に伊丹駐屯地）警備区域：北陸・近畿・中国（山口県除く）・四国地方担当。
    - 第7連隊（本部：岡山県水島、第2大隊は福山、第3大隊は舞鶴）
    - 第8連隊（本部：広島県呉市広、第2大隊は海田市、第3大隊は米子）
    - 第9連隊（本部：香川県善通寺、第3大隊は松山）
    - 第63連隊（本部：兵庫県姫路）

  - 第4管区隊（福岡県・福岡駐屯地）警備区域：山口県・九州地方担当。
    - 第10連隊（本部：福岡県福岡、第3大隊は針尾）
    - 第11連隊（本部：山口県小月、第2大隊は北九州市曽根、第3大隊は大分県中津）
    - 第12連隊（本部：鹿児島県鹿屋、第3大隊は熊本）
    - 第64連隊（本部：長崎県針尾）

### 災害派遣
1951年（昭和26年）10月、ルース台風により山口県玖珂郡一帯が孤立、自然災害の被害に対して、初めて警察予備隊の投入が行われた。

### 保安庁への移管
1952年（昭和27年）4月28日に日本国との平和条約（サンフランシスコ平和条約）が発効し、警察予備隊令を含むポツダム命令は原則として180日以内に失効することとなったが、警察予備隊令については同年5月27日の改正により「当分の間、法律としての効力を有する」ものとされた。
しかし、法的根拠の明確化・体制整備等を図るためには新法による組織構築が必要と考えた政府は、海上警備隊を統合する保安庁構想の下、保安庁法（昭和27年法律第265号）を成立させ、同年8月1日に保安庁を発足させた。
警察予備隊はのちの防衛省の内部部局に相当する「本部」、陸上幕僚監部に相当する「総隊」、陸上自衛隊に相当する「管区隊以下の部隊等」に分けられ、本部と総隊はそれぞれ保安庁内部部局と第一幕僚監部への移行と同時に廃止されたが、部隊などは（後継となるべき保安隊の始動が8月1日に間に合わなかったため）10月14日までの2か月半に限り「警察予備隊」の名称のまま保安庁の下部組織として存続（総理府から移管）され、10月15日の保安隊発足に伴い正式に完全廃止となった。

## 警察予備隊における階級
| 分類                    | 分類                    | 階級名                                         | 相当階級                 | 相当階級   |
| 分類                    | 分類                    | 階級名                                         | 保安官                   | 陸上自衛官 |
| ----------------------- | ----------------------- | ---------------------------------------------- | ------------------------ | ---------- |
| 士官相当                | 将官相当                | 総隊総監たる警察監（3つ星。）警察監（2つ星。） | 保安監（甲）保安監（乙） | 陸将       |
| 士官相当                | 将官相当                | 警察監補                                       | 保安監補                 | 陸将補     |
| 士官相当                | 佐官相当 （警察正）     | 1等警察正                                      | 1等保安正                | 1等陸佐    |
| 士官相当                | 佐官相当 （警察正）     | 2等警察正                                      | 2等保安正                | 2等陸佐    |
| 士官相当                | 佐官相当 （警察正）     | 警察士長                                       | 3等保安正                | 3等陸佐    |
| 士官相当                | 尉官相当 （警察士）     | 1等警察士                                      | 1等保安士                | 1等陸尉    |
| 士官相当                | 尉官相当 （警察士）     | 2等警察士                                      | 2等保安士                | 2等陸尉    |
| 士官相当                | 尉官相当 （警察士）     | -                                              | 3等保安士                | 3等陸尉    |
| 下士官相当 （警察士補） | 下士官相当 （警察士補） | 1等警察士補                                    | 1等保安士補              | 1等陸曹    |
| 下士官相当 （警察士補） | 下士官相当 （警察士補） | 2等警察士補                                    | 2等保安士補              | 2等陸曹    |
| 下士官相当 （警察士補） | 下士官相当 （警察士補） | 3等警察士補                                    | 3等保安士補              | 3等陸曹    |
| 兵卒相当 （警査）       | 兵卒相当 （警査）       | 警査長                                         | 保査長                   | 陸士長     |
| 兵卒相当 （警査）       | 兵卒相当 （警査）       | 1等警査                                        | 1等保査                  | 1等陸士    |
| 兵卒相当 （警査）       | 兵卒相当 （警査）       | 2等警査                                        | 2等保査                  | 2等陸士    |

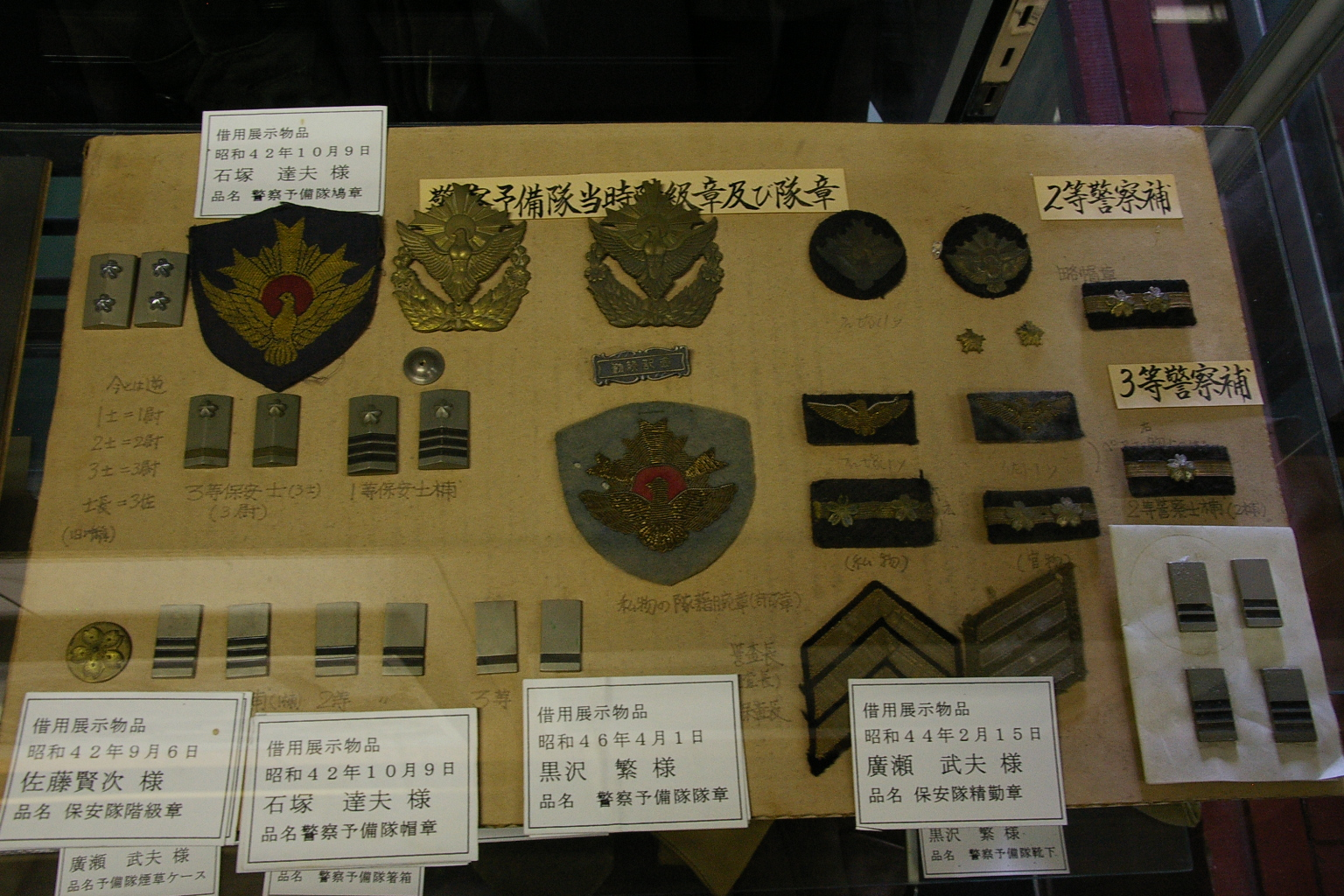
警察予備隊と保安隊の階級章。警察予備隊の徽章は警察を表す旭日章に平和の象徴である鳩があしらわれていた

- 警察予備隊の警察官の階級は、警察予備隊令施行令（昭和25年政令第271号。1950年8月24日公布・即日施行、8月14日遡及適用。こちらは警察予備隊令と異なりポツダム政令でなく普通の政令）により規定された。
- 保安隊の3等保安正となる階級は「警察士長」であり、また、3等警察士の階級は置かれていなかった。なお、保安隊の3等保安士の階級も制定されたのは1953年（昭和28年）3月の事である[17]。
- 「相当階級」に記載の後継組織における階級は概ね相当するものであり、（後継といえども別組織なので当然ではあるが）職位や職権などは完全に一致するわけではない。また、陸上自衛隊移行から暫く経って追加された准陸尉・陸曹長・3等陸士については、警察予備隊の警察官や保安官には該当する階級がない。